# Alfabeto persa antiguo
El alfabeto persa antiguo fue un alfabeto utilizado en la antigua Persia, este fue usado por el idioma persa aqueménida, idioma oficial del Imperio aqueménida, este era cuneiforme, el idioma fue ampliando su terreno conforme el Imperio persa se expandía, a pesar de ser un sistema cuneiforme, era muy diferente a los alfabetos sumerios y acadios.

## Historia
El alfabeto persa antiguo fue el primer cuneiforme en ser descifrado (entre los años 1800 y el 1845). En el pasado se pensaba que este era usado (al igual que el idioma) solo en inscripciones imperiales o en objetos metálicos, aunque era usado en todo el territorio del Imperio aqueménida.
El alfabeto al igual que el idioma, fueron usados durante toda la historia del Imperio aqueménida, esto hasta la anexión por macedonia, en estos tiempos el uso del persa fue interrumpido por el uso del griego como idioma oficial del reino de macedonia y del Imperio seleúcida

## Letras
En la tabla que se muestra abajo se encuentran las letras del alfabeto persa antiguo
| Letra             | Letra | Letra correspondiente en alfabeto | Letra correspondiente en alfabeto |
| ----------------- | ----- | --------------------------------- | --------------------------------- |
| Old Persian a     |       | A                                 |                                   |
| Old Persian i     |       | I                                 |                                   |
| Old Persian u     |       | U                                 |                                   |
| Old Persian ka    |       | Ka                                |                                   |
| Old Persian ku    |       | Ku                                |                                   |
| Old Persian xa    |       | Xa                                |                                   |
| Old Persian tu    |       | Tu                                |                                   |
| Old Persian θa    |       | Tha                               |                                   |
| Old Persian ca    |       | Ca                                |                                   |
| Old Persian da    |       | Da                                |                                   |
| Old Persian di    |       | Di                                |                                   |
| Old Persian du    |       | Du                                |                                   |
| Old Persian mi    |       | Mi                                |                                   |
| Old Persian mu    |       | Mu                                |                                   |
| Old Persian ya    |       | Ya                                |                                   |
| Old Persian ra    |       | Ra                                |                                   |
| Old Persian ru    |       | Ru                                |                                   |
| Old Persian la    |       | La                                |                                   |
| Old Persian ga    |       | Ga                                |                                   |
| Old Persian gu    |       | Gu                                |                                   |
| Old Persian ja    |       | Ja                                |                                   |
| Old Persian ji    |       | Ji                                |                                   |
| Old Persian ta-ti |       | Ta                                |                                   |
| Old Persian na    |       | Na                                |                                   |
| Old Persian nu    |       | Nu                                |                                   |
| Old Persian pa    |       | Pa                                |                                   |
| Old Persian fa    |       | Fa                                |                                   |
| Old Persian ba    |       | Ba                                |                                   |
| Old Persian ma    |       | Ma                                |                                   |
| Old Persian va    |       | Va                                |                                   |
| Old Persian vi    |       | Vi                                |                                   |
| Old Persian sa    |       | Sa                                |                                   |
| Old Persian ša    |       | Sha                               |                                   |
| Old Persian za    |       | Za                                |                                   |
| Old Persian ha    |       | Ha                                |                                   |
| Old Persian ça    |       | Ça                                |                                   |
| Old Persian ri    |       | Ri                                |                                   |